# آفاز (البحرين)
آفَازُ، قرية تاريخيَّة في إقليم البحرين التاريخي، بينها وبين القَطيف أربعة فراسخ في البرية، كان يسكنها قوم من كلب بن جذيمة من بني عبد القيس.

### فهرس المنشورات
1. ↑  الحموي (1977)، ج. 1، ص. 55.

### معلومات المنشورات كاملة
الكتب مرتبة حسب تاريخ النشر
- ياقوت الحموي (1977)، معجم البلدان (ط. 1)، بيروت: دار صادر، OCLC:1014032934، QID:Q114913343